# Alugha
Alugha, dont le siège est à Mannheim (Allemagne), est le seul portail vidéo ouvert d'Allemagne et la première d'hébergement vidéo multilingue dans le cloud sur laquelle les vidéos en ligne peuvent être converties en formats multilingues,.

## Histoire
Alugha GmbH a été fondée en 2014 par les familles de Bernd Korz et de Gregor Greinert, du conseil de surveillance de Duravit et actionnaire du groupe Röchling. Les débuts d'alugha (A en Arabe et lugha en Swahili) remontent à l'année 2012. À cette époque, M. Korz avait un canal YouTube sur lequel il publiait des vidéos tutorielles sur la façon de remodeler une ferme et, plus tard, des vidéos sur des sujets informatiques. Comme la demande de vidéos multilingues augmentait, M. Korz a décidé d'utiliser des sous-titres, car aucun portail vidéo n'offrait la possibilité de changer de langue en regardant la vidéo. Mais cette solution n'était pas optimale et il a eu l'idée de mettre en place la possibilité de changer de langue pendant la lecture de la vidéo. Comme le développement d'un prototype aurait coûté 800 000 euros, Niklas, le fils de Korz, alors âgé de 15 ans, a développé le prototype. En mars 2015, Alugha a publié la première version de la plateforme,.

## Prix
- Innovation Hub Tata Communications, Gagnant 2020[6],[7],[8],[9]